# Frozen (Doctor House)
„ Frozen ” este al unsprezecelea episod al celui de-al patrulea sezon din House și al optzeci și unu în general. A fost difuzat pe 3 februarie 2008, după Super Bowl XLII ; a atras puțin peste 29 de milioane de telespectatori, făcându-l cel mai bine cotat episod House din întregul serial.  A fost clasat pe locul al treilea pentru săptămâna, la egalitate cu episodul din acea săptămână din American Idol ( tot pe Fox ) și depășit doar de jocul Super Bowl și show-ul de după joc Super Bowl . 
| „ Înghețat ”                                                                               | „ Înghețat ”                            |
| ------------------------------------------------------------------------------------------ | --------------------------------------- |
| Episodul casei                                                                             |                                         |
| Episodul nr.                                                                               | Sezonul 4 Episodul 11                   |
| Regizat de către                                                                           | David Straiton                          |
| Compus de                                                                                  | Liz Friedman                            |
| Data de difuzare originală                                                                 | 3 februarie 2008                        |
| Apariții în invitați                                                                       |                                         |
| - Mira Sorvino ca Dr. Cate Milton - Jeff Hephner ca Sean - Anne Dudek ca Dr. Amber Volakis |                                         |
| Cronologia episoadelor                                                                     |                                         |
| \| ← Anterior „ Este o minciună minunată ” \| Următorul → „ Nu te schimba niciodată ” \|   |                                         |
| Casa (sezonul 4)                                                                           |                                         |
| Lista de episoade                                                                          |                                         |
| ← Anterior „ Este o minciună minunată ”                                                    | Următorul → „ Nu te schimba niciodată ” |

House a devenit primul serial TV dramatic care a fost programul principal al unui Super Bowl difuzat de Fox de la The X-Files după Super Bowl XXXI . Acesta este al doilea episod al serialului care are un câștigător al Oscarului ca invitată – Mira Sorvino (primul a fost „ Consimțământul informat ” cu Joel Gray). 

## Complot
Psihiatrul Cate Milton se prăbușește și vărsă într-o stație de cercetare din mijlocul Antarcticii . Condițiile meteorologice o împiedică să fie evacuată, așa că lui House i se cere să o examineze printr-o cameră web . Foreman suspectează cancer după ce plămânul ei drept aproape i se prăbușește.
House cere să preleveze ganglionii ei limfatici pentru a detecta cancerul, deoarece procedurile de testare care pot fi efectuate sunt sever limitate de lipsa medicamentelor, echipamentelor și personalului medical de la bază. În timp ce Foreman și Wilson caută pete improvizate pentru tobogane (acestea testează utilitatea cafelei, vinului roșu etc.), House observă promptitudinea lui Wilson de a fi de acord și cămașa lui lavandă și deduce că se întâlnește cu cineva. Wilson își respinge suspiciunile.
După ce se uită la rezultatele testelor lui Cate, Wilson ajunge la concluzia că nu are cancer, dar rinichiul stâng al lui Cate se oprește. Teoria lui House se schimbă la boala autoimună , pentru care ar trebui să ia prednison . Cate insistă pe dovezi (prednisonul este o resursă limitată și există un astmatic la bază care ar putea muri fără el). Echipa îi spune să iasă afară, deoarece frigul extrem a fost folosit ca tratament pentru bolile autoimune. În timp ce Cate se pregătește să iasă afară, leșină și intră în comă. House continuă să o trateze pentru umflarea creierului, punându-l pe mecanicul Sean să-i facă o gaură în craniu pentru a vedea dacă coma ei este cauzată de creșterea presiunii intracraniene sau de o problemă cu hipotalamusul ei.
După foraj, Cate își recapătă cunoștința. Kutner sugerează că există o embolie adipoasă . House își dă seama că ar fi nevoie de o ruptură osoasă netratată pentru a provoca embolia adipoasă și că i-a văzut fiecare parte a corpului, cu excepția picioarelor (pentru că și-a ținut șosetele pe timpul autoexaminării). O simplă examinare dezvăluie că degetul mare de la picior este rupt, durerea amorțită de frig. Degetul de la picior este resetat și atelat, iar Cate este de așteptat să-și revină complet.
Pe tot parcursul episodului, House arată sentimente pentru Cate, întrebând dacă este bine și mai târziu, spunându-i singurei persoane cu ea că el (House) nu îl va lăsa să o facă rău. După ce House vede că persoana cu ea este îndrăgostită de ea, el încetează să flirteze cu ea. În cele din urmă, House merge la restaurantul unde Wilson se întâlnește cu iubita lui, despre care află că este Amber , cunoscută și de House sub numele de „Cutthroat Bitch”.